# Karl von Heydeken
Karl von Heydeken, Гейдекен Карл Егорович, Карл Егорович фон Гейдекен (zm. 26 sierpnia 1835 w Genui) – rosyjski wojskowy i urzędnik konsularny, numizmatyk.
Pochodzenia niemieckiego. Syn asesora kolegialnego. W służbie wojskowej od 1786 do 1815, m.in. jako oficer w stopniu majora i dowódca 4 Pułku Jegrów, uczestnik wojny 1812, w tym Bitwy pod Borodino, ranny pod Smoleńskiem (5-7 sierpnia), w 1813 otrzymał stopnień pułkownika. Następnie przeszedł do służby zagranicznej, w której pełnił m.in. funkcję konsula generalnego w Livorno (1816-1817), Gdańsku (1817-1823) i Genui (1824-1835). W 1826 otrzymał tytuł rzeczywistego radcy stanu (действительный статский советник). W Genui zmarł na cholerę i został pochowany na Cimitero Monumentale di Staglieno.
Jego pasją była numizmatyka.